# Dzjaržynsk
Dzjaržynsk (bělorusky Дзяржынск, rusky Дзержинск) je město v Bělorusku, na řece Njacečka. Do 29. července 1932 bylo město známé pod názvem Kojdanaŭ (Койданаў) či Kojdanava (Койданава).
Je administrativním centrem Dzjaržynského (Kojdanaŭského) rajónu Minské oblasti. Populace v roce 2009 čítala na 25 164 obyvatel. Nachází se 38 km jihozápadně od Minsku, na železniční trati (stanice Койданава) a dálnici Minsk — Baranavičy.

## Název
Toponymum „Койданаў“ je pravděpodobně odvozeno od jména tatarského bojovníka Kojdana (Kajdana), jehož vojáci údajně porazili nepřítele pod legendární Krutahorjem v XIII století.
Podle jiné teorie název města pochází ze jména tatarského válečníka, který kdysi žil v těchto místech. Byl najat na sklonku XIV a počátku XV století k vojenským jednotkám Litevského velkovévodství a měl zde své bydliště.
Tradiční historický název obce se zachoval ve formě „Койданаў“ nebo „Койданава“. Dne 29. července 1932 byl název města oficiálně změněn na Dzjaržynsk.

## Historie
Za oficiální datum založení moderního Dzjaržynsku se považuje rok 1146, kdy se osada objevila pod názvem „Крутагор’е“ při úvodu starého dřevěného kostela Přímluvy. Avšak moderní encyklopedie považuje tyto data jen jako pravděpodobné a za přesné datum první písemná zmínky považuje rok 1442.
Ve 12. století se osada stala součástí Polackého a později Minského knížectví. Ve 13. století byla dokončena stavba dřevěného hradu. V XIV století byla osada připojena k Velkoknížectví Litevskému. V různých dobách se oblast nacházela ve vlastnictví dynastie Gediminovců, Vjarejských, Haštoldů, Radziwiłłů. Na počátku XVI století osada trpěla útoky Tatarů (1502 a 1503). V roce 1542 se osada stala centrem starostwa a později i hrabství.
V letech 1550—1831 si osada získala věhlas za významné šíření kalvinismu. Kolem roku 1564 zde Nikalaj Radziwiłł postavil dřevěný kalvinistický kostel (od 1613 kamenný), kapli, školu a chudobinec. V důsledku administrativně-územní reformy (1565—1566) oblast vešla pod správu Minského povětu a Minského vojvodství.
V roce 1588 získala osada statut městečka. V té době zde stálo 120 stavení, hrad, kalvinistický kostel, radnice, trh, 2 krčmy a 4 vodní mlýny. Bylo zde 6 ulic: Vilejská, Minská, Pljabanská, Rubjaževická, Slucká a Staňkaŭská. Král a velkokníže Zikmund III. Vasa vydal oprávnění k pořádání velkých trhů: na Hromnici (2. únor), Nejsvětější Trojice a týdenní aukce. Později se konaly trhy na Jiřího (23. duben) a Pokrovu (1. říjen).
Podle záznamů z roku 1620 bylo v centru města čtyřúhelníkový trh, postavené domy řemeslníků a obchodníků; na náměstí bylo 5 obchodů, restaurace a 23 měšťanských domů; tam bylo jen 110 domů.
V důsledku druhého dělení Polska (1793) se osada stala součástí Ruské říše, načež se stalo centrem oblasti Minského povětu Vilejské gubernie. V roce 1796 osada obdržela městský znak: „obraz dubové a olivové ratolesti“. Během Napoleonova ruské tažení 15. listopadu zde vojska Ruské říše rozbila oddíl, který byl vytvořen z místních a francouzských vojáků. V roce 1871 přes město prochází železnice, otevřena dvoupodlažní stanice.
Na sklonku XIX a počátku XX století působil ve městě kalvinistický kostel a synagoga; v provozu byla lidová a minská škola, 2 židovské modlitební školy, hospice, více než 30 obchodů, parní mlýn, „шапавальні“, pivovar. Každý rok se konalo 6 veletrhů. Dne 25. března 1918 se v souladu s třetí listinou prohlásilo město součást Běloruské lidové republiky. V roce 1919 se stala součástí Běloruské SSR. V roce 1920, v důsledku anti-bolševické povstání, město založilo nezávislou republiku. V roce 1924 se město stalo centrem rajónu (od 30. června 1937 do 15. ledna 1938 náleželo Minskému rajónu).
V roce 1930 sovětské úřady zavřely místní kostel a zničily katolickou farnost. Dne 15. března 1932 se osada stala městem. Dne 29. července 1932 bolševici změnili jméno na města „Дзяржынск“ podle zakladatele sovětského trestního systému Felixe Edmundoviče Dzeržinského; železniční stanice si udržela starý název „Койданаў“. Ve druhé světové válce od 28. června 1941 do 7. července 1944 byla pod německou okupací.

## Demografie
- 19. století: 1866 — 1 383 obyv.; 1883 — 5 000 obyv.; 1897 — 4 744 obyv.
- 20. století: 1939 — 8,7 tis. obyv.; 1970 — 11,5 tis. obyv.; 1977 — 10,7 tis. obyv.; 1991 — 23,7 tis. obyv.; 1993 — 23,9 tis. obyv.; 1993 — 24,6 tis. obyv.
- 21. století: 2003 — 25,0 tis. obyv.; 2006 — 24,8 tis. obyv.; 2008 — 24,9 tis. obyv.; 2009 — 25 164 tis. obyv.

## Vzdělání, lékařství, kultura
Ve městě je v provozu odborná škola, 4 střední školy, hudební a dětské sportovní školu, dům žáků a 8 školek. O lékařskou péči obyvatel se stará minská nemocnice. K dispozici je dům kultury a kino.

## Stavby
V závislosti na územním plánu (1948) se radikálně změnil vzhled města. Krátce po uvedení 12 průmyslových podniků byly postaveny administrativní budovy, dům kultury, kino, pošta, vysílací centrum a dvě školy, 40 dvoupatrových domů, na místě starobylého hradu byl otevřen stadion. Současná zástavba zabírá oba břehy řeky Njacečka.
Názvy ulic
| Oficiální název      | Historický název    |
| 1-я Ленінская вуліца | Станькаўская вуліца |
| 2-я Ленінская вуліца | Рубяжэвіцкая вуліца |
| Карла Маркса вуліца  | Слуцкая вуліца      |
| Кастрычніцкая вуліца | Віленская вуліца    |
| Першамайская вуліца  | Плябанская вуліца   |
| Савецкая вуліца      | Менская вуліца      |

## Pamětihodnosti
- Mohyla nesoucí jméno „Haštoldova hara“ (XI-XIII století)

- Místo starobylého hradu

- Kostel svaté Anny (XVIII století)

- Chrám přímluvy Panny Marie (1851)

- Kalvinistický kostel (1613-1621)

- Kojdanaŭský zámek

### Galerie

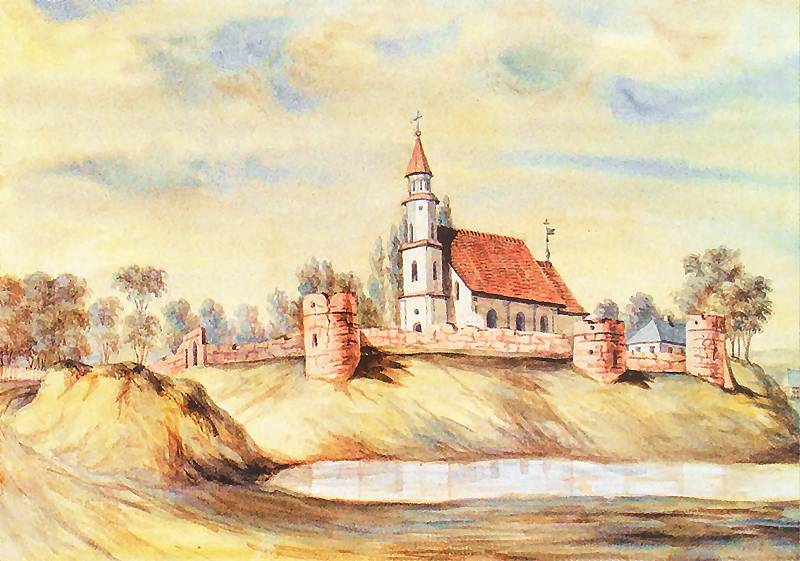
Kostel v Kojdanaŭ, Napoleon Orda, 1876
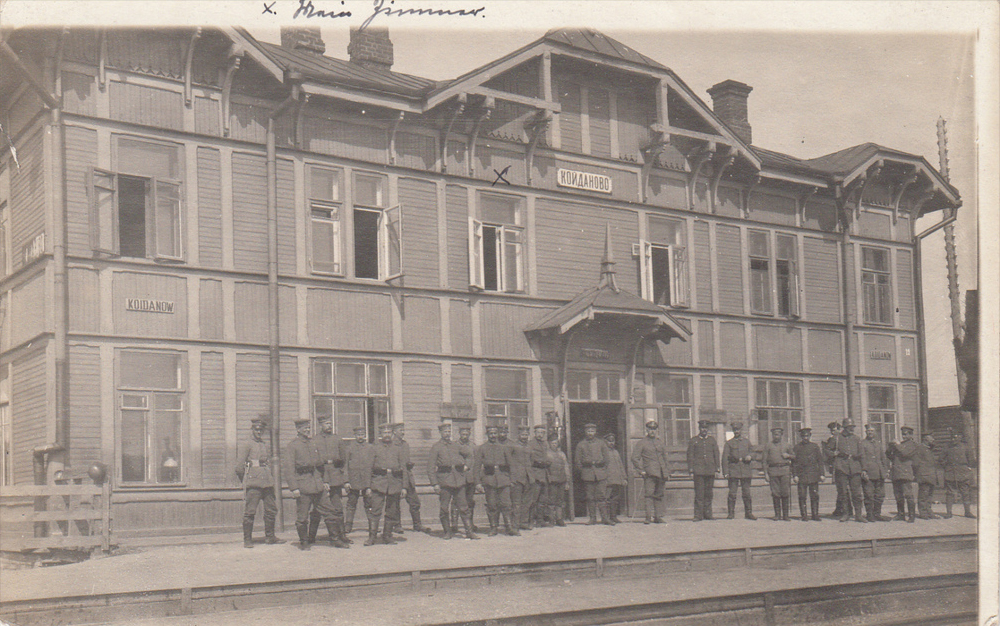
Železniční stanice Kojdanaŭ
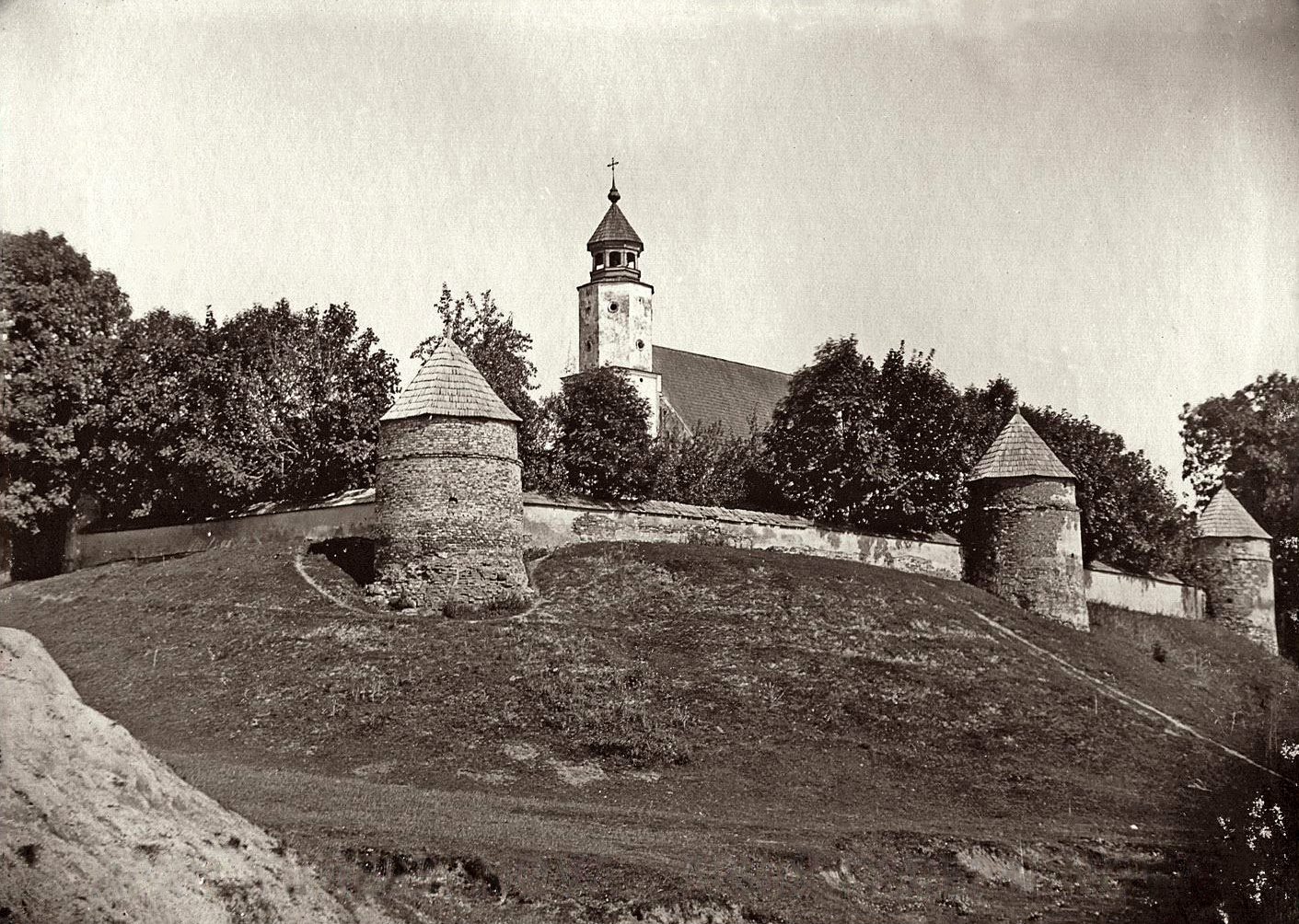
Kojdanaŭský zámek
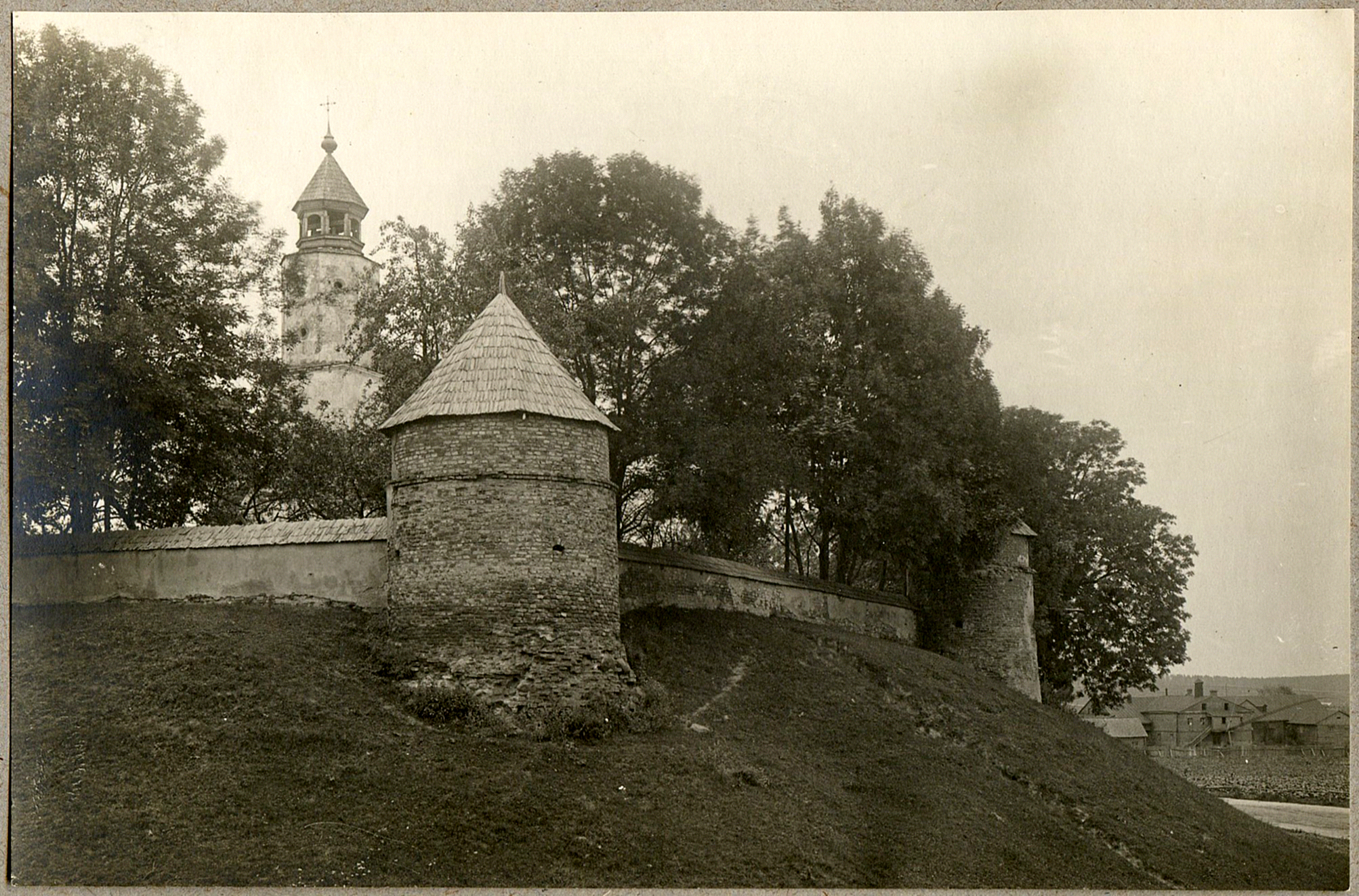
Kojdanaŭský zámek
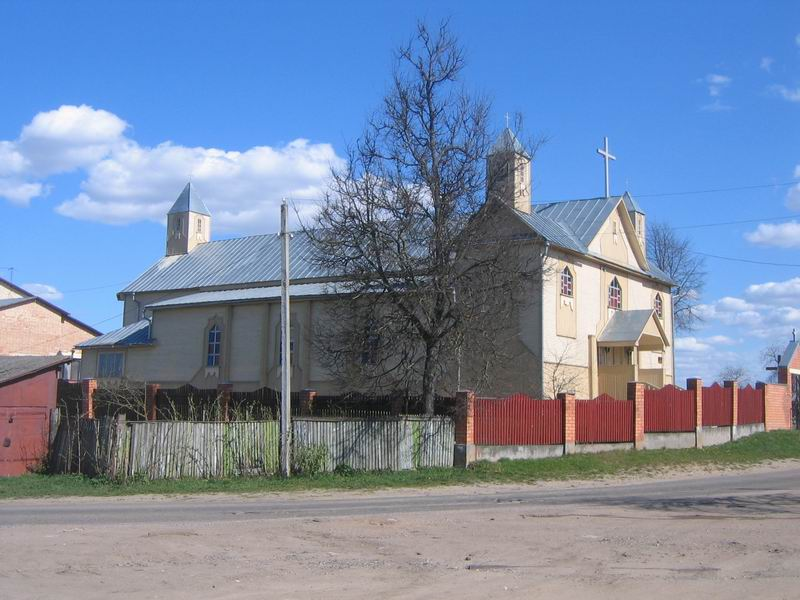
Kostel svaté Anny
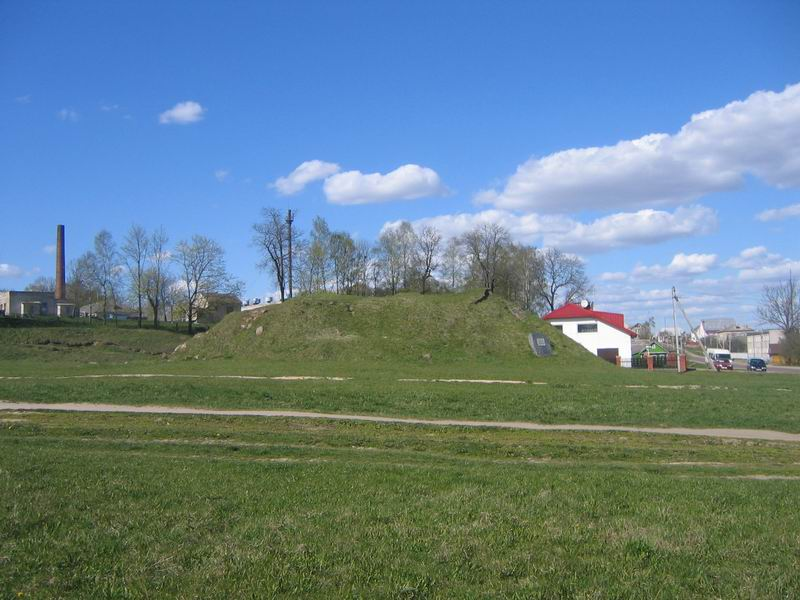
Mohyla „Haštoldova hara“
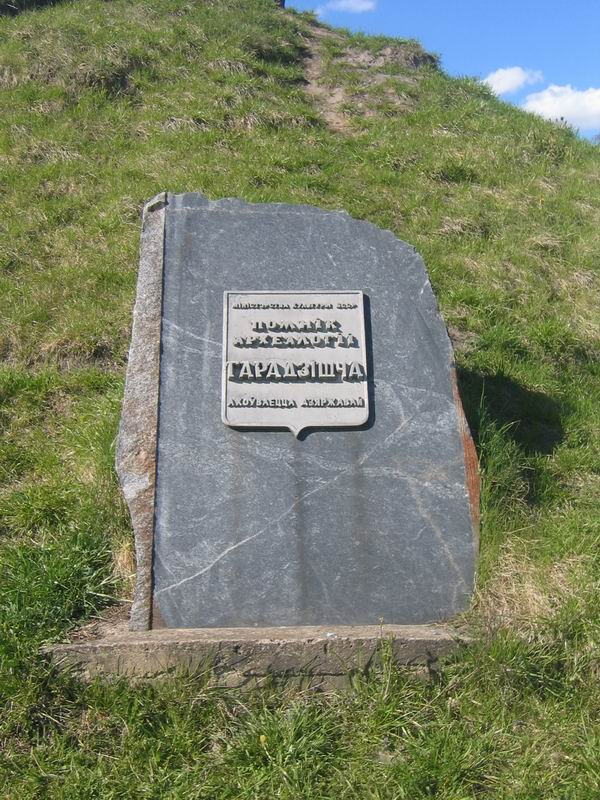
Deska označující místo mohyly

## Významní rodáci
- Sjarhej Sidor (1937—1998) — běloruský geograf, doktor pedagogiky (1991), profesor (1992)

- Kajdanověr — známý talmudista

- Anastasija Vinnikava — běloruská zpěvačka, reprezentantka Běloruska v hudební soutěži Eurovision Song Contest 2011 s písní „I Love Belarus“

- Aljaksandr Kandratavič Burak — podplukovník sovětské armády ve Velké vlastenecké válce, Hrdina Sovětského svazu (1945)

- Hjeorhij Vasilievič Budaj — jeden z členů a vůdců podzemního komunistického hnutí partyzánů v Minské a Baranavické oblasti během druhé světové války

- Iosif Majsiejevič Ljŭšyc (1904—1997) — běloruský vědec v oboru hydrologie, zasloužený pracovník vědy a technologie Běloruska (1954)